# Haplochelifer philipi
Haplochelifer philipi är en spindeldjursart som först beskrevs av Chamberlin 1923.  Haplochelifer philipi ingår i släktet Haplochelifer och familjen tvåögonklokrypare. Inga underarter finns listade i Catalogue of Life.